# لي روجرز (لاعب كرة قاعدة)
لي روجرز (بالإنجليزية: Lee Rogers) هو لاعب كرة قاعدة أمريكي، ولد في 8 أكتوبر 1913 في توسكالوسا في الولايات المتحدة، وتوفي في 23 نوفمبر 1995 في ليتل روك في الولايات المتحدة.

## وصلات خارجية
- لي روجرز على موقع دوري كرة القاعدة الرئيسي (الإنجليزية)
- لي روجرز على موقعبيزبول رفرنس.كوم (الدوري الرئيسي) (الإنجليزية)
- لي روجرز على موقعبيزبول رفرنس.كوم (الدوري الثانوي) (الإنجليزية)